# Кавказский фронт Великой Отечественной войны
Кавка́зский фро́нт — оперативно-стратегическое формирование (объединение, фронт) РККА ВС Союза ССР, во время Великой Отечественной войны.

## История
Фронт сформирован 30 декабря 1941 года на основании директивы Ставки ВГК, от 30 декабря 1941 года, на базе Закавказского фронта.
Войска и силы Кавказского фронта завершили начатую 25 декабря 1941 года войсками Закавказского фронта и силами Черноморского флота Керченско-Феодосийскую десантную операцию 1941—1942 годов, нанесли поражение керченской группировке противника, захватили важный оперативный плацдарм в Крыму (Крымская АССР).
15 — 18 января 1942 года после внезапного удара противника войска фронта оставили Феодосию и отступили на Ак-Монайские позиции. Как следствие оставления войсками Феодосии на Кавказский фронт был направлен представителем Ставки армейский комиссар 1 ранга Л. З. Мехлис. По его указанию были арестованы: командующий 44-й армией генерал-майор И. Ф. Дашичев, командир 236-й стрелковой дивизии генерал-майор В. К. Мороз (расстрелян), военный комиссар 236-й стрелковой дивизии батальонный комиссар А. И. Кондрашов, командир 63-й горно-стрелковой дивизии подполковник П. Я. Циндзеневский и др.
25 января 1942 года Л. З. Мехлис без согласования с Москвой настоял на отдаче приказа об освобождении Феодосии. Ставка осудила действия Л. З. Мехлиса и потребовала тщательно подготовить операцию.
28 января 1942 года на основании директивы Ставки ВГК, от 28 января 1942 года, Кавказский фронт был разделен на Крымский фронт и Закавказский военный округ.

## Состав
управление
- фронтовой комплект войск и сил
- 44-я армия
- 45-я армия
- 46-я армия
- 47-я армия
- 51-я армия

В оперативном подчинении:
- Севастопольский оборонительный район
- Черноморский флот
- Азовская военная флотилия

## Командование

### Командующий
- Генерал-лейтенант Козлов Д. Т. (30 декабря 1941 - 28 января 1942).

### Член Военного совета
- Дивизионный комиссар Шаманин Ф. А. (30 декабря 1941 - 28 января 1942).

### Начальники штаба
- Генерал-майор Толбухин Ф. И. (30 декабря 1941 - 28 января 1942).

## Газета
Выходила газета "Боевой натиск". Редактор - полковник Березин Даниил Семенович (1906-?)